# Scleropogon huachucanus
Scleropogon huachucanus är en tvåvingeart som först beskrevs av Hardy 1942.  Scleropogon huachucanus ingår i släktet Scleropogon och familjen rovflugor.
Artens utbredningsområde är Arizona. Inga underarter finns listade i Catalogue of Life.